# Biathlon aux Jeux paralympiques de 2022
Navigation
Pyeongchang 2018 Milan-Cortina 2026
Les épreuves de Biathlon aux Jeux paralympiques d'hiver de 2022 se tiendront le 5 mars 2022, 8 mars 2022 et 11 mars 2022 au centre de biathlon de Zhangjiakou .
Trois types d'épreuves individuelles seront présents :
- Distances courtes : 7,5 km (Hommes) ou 6 km (Femmes)
- Distances moyennes : 12,5 km (Hommes) ou 10 km (Femmes)
- Distances longues : 15 km (Hommes) ou 12,5 km (Femmes)

Les catégories de handicaps sont : debout guidé (déficient visuel), assis, et debout.
Il n'y a pas de quota propre au biathlon, sachant que le paraski nordique regroupe le ski de fond et le biathlon.
Un comité national peut se voir attribuer un maximum de vingt (20) places de qualification masculines et quatorze (14) places de qualification féminines. Des exceptions peuvent être faites via la méthode d'allocation sur invitation de la commission bipartite. Pour être éligible, il faut être classé et avoir au moins une course de 180 points ou moins sur la liste des points de classement WPBT au 14 février 2022. 
97 biathlètes masculins et 67 féminines sont qualifiés au regard de leur classement en fin de saison ; les autres concurrents font l’objet d'une invitation bipartite émises par l'IPC et la fédération internationale.

## Médaillés
| Classe      | Épreuve | Or                                                | Argent                                               | Bronze                                            |
| Femmes      |         |                                                   |                                                      |                                                   |
| Malvoyantes | 6 km    | Oksana Shyshkova (UKR) Guide : Andriy Marchenko   | Linn Kazmaier (GER) Guide : Florian Baumann          | Leonie Maria Walter (GER) Guide : Pirmin Strecker |
| Malvoyantes | 10 km   | Leonie Maria Walter (GER) Guide : Pirmin Strecker | Oksana Shyshkova (UKR) Guide : Andriy Marchenko      | Wang Yue (CHN) Guide : Li Yalin                   |
| Malvoyantes | 12,5 km | Oksana Shyshkova (UKR) Guide : Andriy Marchenko   | Linn Kazmaier (GER) Guide : Florian Baumann          | Leonie Maria Walter (GER) Guide : Pirmin Strecker |
|             |         |                                                   |                                                      |                                                   |
| Debout      | 6 km    | Guo Yujie (CHN)                                   | Liudmyla Liashenko (UKR)                             | Zhao Zhiqing (CHN)                                |
| Debout      | 10 km   | Iryna Bui (UKR)                                   | Oleksandra Kononova (UKR)                            | Liudmyla Liashenko (UKR)                          |
| Debout      | 12,5 km | Liudmyla Liashenko (UKR)                          | Zhao Zhiqing (CHN)                                   | Brittany Hudak (CAN)                              |
|             |         |                                                   |                                                      |                                                   |
| Assises     | 6 km    | Oksana Masters (USA)                              | Shan Yilin (CHN)                                     | Kendall Gretsch (USA)                             |
| Assises     | 10 km   | Kendall Gretsch (USA)                             | Oksana Masters (USA)                                 | Anja Wicker (GER)                                 |
| Assises     | 12,5 km | Oksana Masters (USA)                              | Kendall Gretsch (USA)                                | Shan Yilin (CHN)                                  |
| Hommes      |         |                                                   |                                                      |                                                   |
| Malvoyants  | 7,5 km  | Vitalii Lukianenko (UKR) Guide : Borys Babar      | Oleksandr Kazik (UKR) Guide : Serhii Kucheriavyi     | Dmytro Suiarko (UKR) Guide : Oleksandr Nikonovych |
| Malvoyants  | 12,5 km | Vitalii Lukianenko (UKR) Guide : Borys Babar      | Anatolii Kovalevskyi (UKR) Guide : Oleksandr Mukshyn | Dmytro Suiarko (UKR) Guide : Oleksandr Nikonovych |
| Malvoyants  | 15 km   | Oleksandr Kazik (UKR) Guide : Serhii Kucheriavyi  | Vitalii Lukianenko (UKR) Guide : Borys Babar         | Yu Shuang (CHN) Guide : Wang Guanyu               |
|             |         |                                                   |                                                      |                                                   |
| Debout      | 7,5 km  | Grygorii Vovchynskyi (UKR)                        | Marco Maier (GER)                                    | Mark Arendz (CAN)                                 |
| Debout      | 12,5 km | Mark Arendz (CAN)                                 | Grygorii Vovchynskyi (UKR)                           | Alexandr Gerlits (KAZ)                            |
| Debout      | 15 km   | Benjamin Daviet (FRA)                             | Mark Arendz (CAN)                                    | Grygorii Vovchynskyi (UKR)                        |
|             |         |                                                   |                                                      |                                                   |
| Assis       | 7,5 km  | Liu Zixu (CHN)                                    | Taras Rad (UKR)                                      | Liu Mengtao (CHN)                                 |
| Assis       | 12,5 km | Liu Mengtao (CHN)                                 | Martin Fleig (GER)                                   | Taras Rad (UKR)                                   |
| Assis       | 15 km   | Liu Mengtao (CHN)                                 | Taras Rad (UKR)                                      | Liu Zixu (CHN)                                    |

## Tableau des médailles
| Rang  | Nation     | Or | Argent | Bronze | Total |
| ----- | ---------- | -- | ------ | ------ | ----- |
| 1     | Ukraine    | 8  | 9      | 5      | 22    |
| 2     | Chine      | 4  | 2      | 6      | 12    |
| 3     | États-Unis | 3  | 2      | 1      | 6     |
| 4     | Allemagne  | 1  | 4      | 3      | 8     |
| 5     | Canada     | 1  | 1      | 2      | 4     |
| 6     | France     | 1  | 0      | 0      | 1     |
| 7     | Kazakhstan | 0  | 0      | 1      | 1     |
| Total | Total      | 18 | 18     | 18     | 54    |